# 内菲亚克
内菲亚克（法語：Néfiach，法語發音：[nefjak] ⓘ）是法国东比利牛斯省的一个市镇，属于普拉德区。

## 地理
内菲亚克（42°41'38"N, 2°40'1"E）面积8.81 平方千米，位于法国奧克西塔尼大區东比利牛斯省，该省份为法国大陆部分最南部的省份，涵盖了北加泰罗尼亚，北起奥德省，西接阿列日省和安道尔，南与西班牙接壤，东临地中海。
与内菲亚克接壤的市镇（或旧市镇、城区）包括：米亚斯、泰特河畔伊耶、贝莱斯塔。

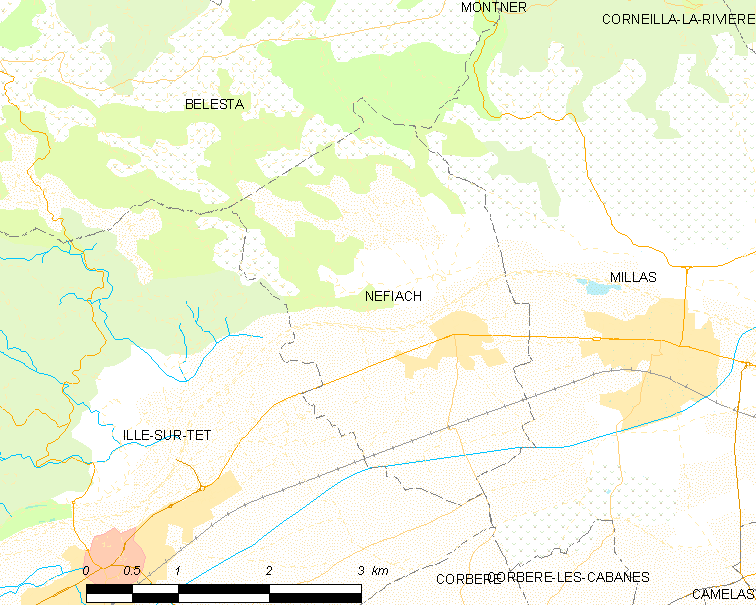
内菲亚克的OSM定位图

内菲亚克的时区为UTC+01:00、UTC+02:00（夏令时）。

## 行政
内菲亚克的邮政编码为66170，INSEE市镇编码为66121。

## 政治
内菲亚克所属的省级选区为泰特河谷县。

## 人口

1962-2008年间内菲亚克人口变化图示

内菲亚克于2022年1月1日时的人口数量为1371人。